# 多賀城站
多賀城站（日语：／ Tagajō eki */?）是位於宮城縣多賀城市中央二丁目7番1號，東日本旅客鐵道（JR東日本）的仙石線車站。

## 歷史
仙石線的前身是宮城電氣鐵道。在1925年（大正14年）6月5日，仙台站至西鹽釜站之間開通。多賀城站也同時啟用。當時，站前靠近砂押川一方設有遊樂場，在納涼盆舞蹈大會會有許多乘客前往。宮城電氣鐵道當時設有貨運業務，在多賀城站可進行貨物起卸業務。每年的貨物起卸量的落差較大，反映了當時多賀城村的社會情況和經濟狀況。
在1999年度（平成11年度），多賀城站與車站周邊地區進行了交通立體化工程項目，總工程費約128億日圓。另外，也設有總工程費約80億日圓的土地重整項目。在這連續交通立體化中，把中野榮站至多賀城站至下馬站之間的約1.8公里路段高架化，把4處平交道廢止。在2006年（平成18年）5月，進行了安全許願祭後正式開始工程。在2007年（平成19年）5月20日，下行線改為使用臨時路軌，同年12月2日，上行線改用臨時路軌。同時建設臨時通道連接車站大樓與臨時月台，舊月台停止使用。
在2009年（平成21年）11月29日首班列車起，上行線開始使用新高架路軌。當初預計在2011年（平成23年）全面開始使用。後來由於發生日本東北地方太平洋近海地震（東日本大震災）使工程有所延續。下行線在2012年（平成24年）4月8日使用高架路軌。當時，下行線於多賀城站區間臨時使用了中線（2號月台）路軌。下行本線（即新3號月台）和新車站大樓在2013年（平成25年）11月17日完成。使配線與工程前也是設有2面3線月台，月台配置與之前無異。在地面車站時代，1號月台為單式月台，2、3號月台為島式月台。在車站高架化後，1、2號月台為島式月台，3號月台為單式月台。
多賀城站原本設有部分列車進行折返。在交通立體化工程期間，由於列車不能於多賀城站折返，因此以多賀城站為終點站的下行列車會以不載客列車身份前往東鹽釜站，然後在東鹽釜站折返並以上行列車身份開始載客。以東鹽釜為終點站的下行列車會以不載客身份拆返至多賀城站，然後在多賀城站開始載客，執行上行列車班次。在車站高架完成後的2014年（平成26年）3月14日前仍然繼續這個安排。於翌日時間表修正起，列車於2號月台折返。

### 年表
- 1925年（大正14年）6月5日：宮城電氣鐵道（日语：宮城電気鉄道）車站啟用。
- 1944年（昭和19年）5月1日：宮城電氣鐵道被國有化，成為運輸通信省車站。
- 1987年（昭和62年）4月1日：伴隨國鐵分割民營化，車站由東日本旅客鐵道（JR東日本）營運[11]。
- 2003年（平成15年）
  - 1月23日：自動閘機開始使用。
  - 10月26日：此站開始可以使用IC卡「Suica」[12]。
- 2009年（平成21年）11月29日：首班列車起，上行線開始使用高架路軌[7]。
- 2010年（平成22年）2月14日：扶手電梯開始使用[13]。
- 2012年（平成24年）4月8日：首班列車起，下行線開始使用高架路軌（下行列車在中線的2號月台到發）[9]。
- 2013年（平成25年）11月17日：新車站大樓和新3號月台開始使用。周邊的路線高架化工程完成[10]。
- 2014年（平成26年）
  - 3月15日：當日時間表修正起，從此站為終點站或起點站的列車使用2號月台（從前此站～東鹽釜會以不載客列車行走，現時回復至地面車站時代）。
  - 12月20日：站內（高架橋閘口外）商業設施「Ekito.Tagajo」（Ekito多賀城）開幕[14][15]。
- 2018年（平成30年）6月1日：隨著鹽釜站成為業務委託車站，西鹽釜站至陸前濱田站之間由此站管理。
- 2019年（令和元年）12月28日：View Plaza多賀城站店結業。

## 車站構造

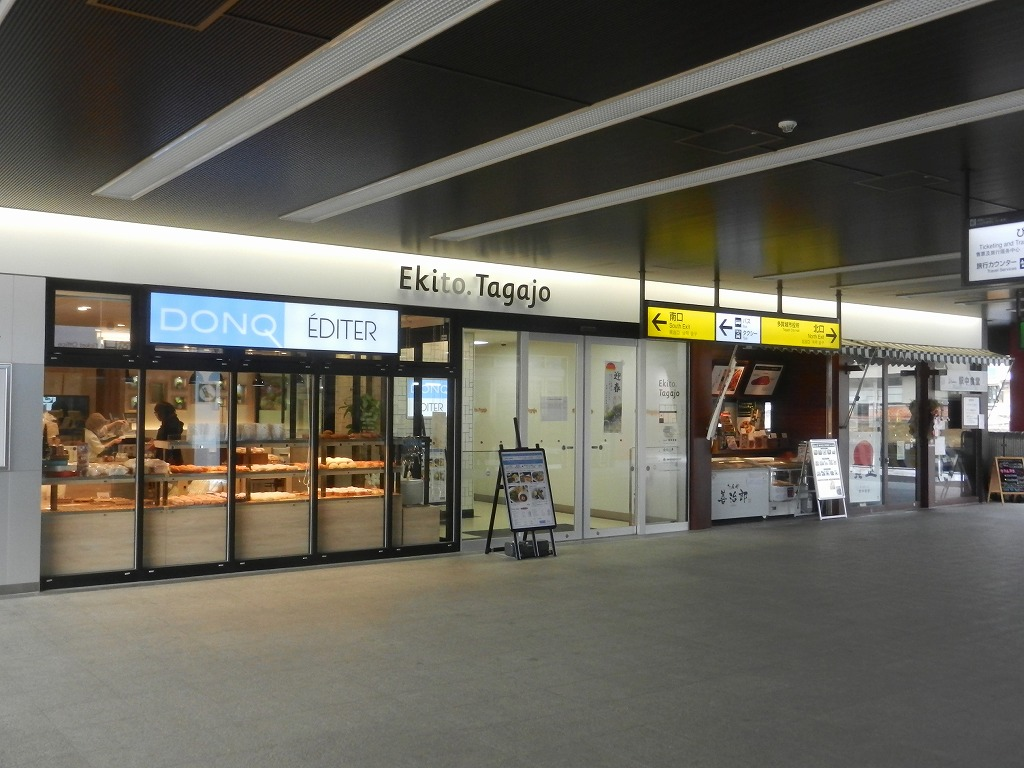
Ekito多賀城

此站是高架車站，設有1面2線的島式月台（1、2號月台）和1面1線的單式月台（3號月台），共有2面3線的月台。站內配線中，外側設有上下行本線，中間設有1條待避線，為國鐵式構造。
此站是直營車站（設有站長和助理），同時為管理車站，管理仙石線陸前高砂站至陸前濱田站各站。
站內設有綠色窗口、自動售票機、指定席售面機、自動閘機和自動補票機。隨著新車站大樓開始使用，閘口和綠色窗口一體化。從前此站設有View Plaza。
站內設有由多賀城市觀光協會運營的「史都多賀城站觀光資訊所」。在商業設施中，於閘口內設有便利店「NewDays」（閘外也可使用）。在閘口外設有商業設施「Ekito.Tagajo」（Ekito多賀城，餐廳「Key Chans 站中食堂多賀城店」、麵包咖啡廳「Don Quedite」（東北首間商店）和蔬菜與小菜店「農直穗野」）。

### 月台
| 月台 | 路線    | 上下行 | 方向                       |
| ---- | ------- | ------ | -------------------------- |
| 1、2 | ■仙石線 | 上行   | 仙台、青葉通方向           |
| 3    | ■仙石線 | 下行   | 本鹽釜、松島海岸、石卷方向 |

參考
2號月台只有從此站出發的上行列車使用。

## 使用狀況
根據「JR東日本」，2019年度（令和元年度）1日平均乘車人次為7,110人。在仙石線車站中，繼仙台站和青葉通站，為第3多人使用的車站。
| 乘車人次變化       | 乘車人次變化     | 乘車人次變化    |
| 年度               | 1日平均 乘車人次 | 參考資料        |
| ------------------ | ---------------- | --------------- |
| 2000年（平成12年） | 7,963            | [ 利用客数 2 ]  |
| 2001年（平成13年） | 7,864            | [ 利用客数 3 ]  |
| 2002年（平成14年） | 7,477            | [ 利用客数 4 ]  |
| 2003年（平成15年） | 7,264            | [ 利用客数 5 ]  |
| 2004年（平成16年） | 7,162            | [ 利用客数 6 ]  |
| 2005年（平成17年） | 7,195            | [ 利用客数 7 ]  |
| 2006年（平成18年） | 7,126            | [ 利用客数 8 ]  |
| 2007年（平成19年） | 7,116            | [ 利用客数 9 ]  |
| 2008年（平成20年） | 7,061            | [ 利用客数 10 ] |
| 2009年（平成21年） | 6,781            | [ 利用客数 11 ] |
| 2010年（平成22年） | 6,389            | [ 利用客数 12 ] |
| 2011年（平成23年） | 沒有發表         |                 |
| 2012年（平成24年） | 6,046            | [ 利用客数 13 ] |
| 2013年（平成25年） | 6,335            | [ 利用客数 14 ] |
| 2014年（平成24年） | 6,402            | [ 利用客数 15 ] |
| 2015年（平成27年） | 6,708            | [ 利用客数 16 ] |
| 2016年（平成28年） | 7,045            | [ 利用客数 17 ] |
| 2017年（平成29年） | 7,139            | [ 利用客数 18 ] |
| 2018年（平成30年） | 7,201            | [ 利用客数 19 ] |
| 2019年（令和元年） | 7,110            | [ 利用客数 1 ]  |

## 車站周邊
南出口
- 多賀城郵局
- 砂押川（日语：砂押川）
- 國道45號 仙台港（日语：仙台港）渡輪碼頭 : 轉乘私家車10分鐘[20]。

北出口
- 多賀城市政廳
- 多賀城站北大廈 A棟
  - 多賀城市立圖書館（日语：多賀城市立図書館）
  - 蔦屋書店 多賀城市立圖書館
    - 星巴克 蔦屋書店 多賀城市立圖書館店
- 多賀城市民會館、文化中心
- 東北學院大學工學部（日语：工学部）
- 仙台農業協同組合（日语：仙台農業協同組合）多賀城分店

## 巴士路線
- 汐見台團地線（宮交巴士（日语：ミヤコーバス））
  - 多賀城站前 - 松濱入口 - 汐見台中央 - 菖蒲田
- 荒井多賀城線（宮交巴士；只於星期六及假日服務）
  - 多賀城站前 - 仙台港渡輪碼頭 - 夢展覽館宮城（日语：夢メッセみやぎ）前 - Outlet仙台港（日语：三井アウトレットパーク 仙台港） - 海之杜水族館（日语：仙台うみの杜水族館）前 - 若林體育館前 - 荒井站
- 多賀城東部線「你我巴士」（委托宮交巴士行走）
  - 國府多賀城站 - 多賀城站前 - 東小學前 - 境山 - 汐見台中央
- 多賀城西部線（委托仙鹽交通行走）
  - 多賀城站前（ - 市民泳池前） - 高橋四丁目 - 山王地區公民館 - 岩切站前 - 高橋一丁目 - 高橋四丁目（ - 市民泳池前） - 多賀城站前
- 七濱町民巴士（委托日本交通（日语：ジャパン交通）行走）
  - （早上和黃昏班次）多賀城站 - 大代橋 - 菖蒲田 / 仙台火力前 - 花渕
  - （日間班次）多賀城站 - 大代橋 - 菖蒲田 / 仙台火力前 - 七濱國際村（日语：七ヶ浜国際村）

## 相鄰車站
東日本旅客鐵道（JR東日本）
■仙石線
中野榮－多賀城－下馬

## 注腳

### 使用狀況
1. 1 2  . 東日本旅客鉄道.   [2020-07-12]. （原始内容存档于2020-07-10） （日语）.
2. ↑  各駅の乗車人員（2000年度） （页面存档备份，存于）（日語） - JR東日本
3. ↑  各駅の乗車人員（2001年度） （页面存档备份，存于）（日語） - JR東日本
4. ↑  各駅の乗車人員（2002年度） （页面存档备份，存于）（日語） - JR東日本
5. ↑  各駅の乗車人員（2003年度） （页面存档备份，存于）（日語） - JR東日本
6. ↑  各駅の乗車人員（2004年度） （页面存档备份，存于）（日語） - JR東日本
7. ↑  各駅の乗車人員（2005年度） （页面存档备份，存于）（日語） - JR東日本
8. ↑  各駅の乗車人員（2006年度） （页面存档备份，存于）（日語） - JR東日本
9. ↑  各駅の乗車人員（2007年度） （页面存档备份，存于）（日語） - JR東日本
10. ↑  各駅の乗車人員（2008年度） （页面存档备份，存于）（日語） - JR東日本
11. ↑  各駅の乗車人員（2009年度） （页面存档备份，存于）（日語） - JR東日本
12. ↑  各駅の乗車人員（2010年度） （页面存档备份，存于）（日語） - JR東日本
13. ↑  各駅の乗車人員（2012年度） （页面存档备份，存于）（日語） - JR東日本
14. ↑  各駅の乗車人員（2013年度） （页面存档备份，存于）（日語） - JR東日本
15. ↑  各駅の乗車人員（2014年度） （页面存档备份，存于）（日語） - JR東日本
16. ↑  各駅の乗車人員（2015年度） （页面存档备份，存于）（日語） - JR東日本
17. ↑  各駅の乗車人員（2016年度） （页面存档备份，存于）（日語） - JR東日本
18. ↑  各駅の乗車人員（2017年度） （页面存档备份，存于）（日語） - JR東日本
19. ↑  各駅の乗車人員（2018年度） （页面存档备份，存于）（日語） - JR東日本

## 外部連結
- 車站資訊（多賀城）：東日本旅客鐵道（日語）